# Marco Mancini (agente segreto)
Marco Mancini (Castel San Pietro Terme, 3 ottobre 1960) è un ex militare ed ex agente segreto italiano, ex dirigente del Dipartimento delle informazioni per la sicurezza (DIS).

## Biografia
Di origine imolese, Mancini ha trascorso gli anni giovanili a Sant'Alberto, un paese sul fiume Reno a 15 km da Ravenna. 

### Nei Carabinieri
Dopo essere entrato nell'Arma dei Carabinieri nel 1979, è stato destinato al Nucleo Radiomobile di Milano nel 1981, passando lo stesso anno con il grado di brigadiere nella Sezione Speciale Anticrimine fondata del generale Carlo Alberto dalla Chiesa (ucciso a Palermo nel 1982). Fino al 1984 è stato impegnato nelle indagini contro la Colonna Walter Alasia delle Brigate Rosse (sciolta nel 1982), contribuendo all'arresto di quasi tutti i suoi componenti. Ha partecipato inoltre all'arresto di Sergio Segio, primo capo e comandante militare dell'organizzazione terroristica Prima Linea. Ha infine svolto attività internazionale, partecipando alle indagini in Francia a carico di Oreste Scalzone, fondatore ed esponente delle organizzazioni politiche extraparlamentari Potere Operaio e Autonomia Operaia.

### Al Sismi
Nel 1985 è entrato a far parte del SISMI, i servizi militari, assegnato quale addetto al centro controspionaggio di Bologna, con proiezione nazionale. Durante questo incarico, il 16 novembre 1988 ha partecipato come investigatore alle indagini per la strage della stazione Carabinieri di Bagnara di Romagna, durante la quale persero la vita cinque militari dell'Arma. Inizialmente ritenuta di matrice terroristica, la strage si rivelò successivamente di altra natura. È stato successivamente attivo nelle indagini sui delitti della banda della Uno bianca. Durante questo incarico è stato coinvolto dalla Procura di Bologna, insieme con un maggiore dei Carabinieri, in un'inchiesta poi archiviata per una vicenda marginale, collegata a un bossolo recuperato in un tiro a segno.
Alla fine degli anni novanta è stato nominato responsabile dei centri SISMI del Nord Italia. Nell'agosto 2003 diviene capo della Prima Divisione del SISMI, quella che si occupa del controspionaggio, del contrasto del terrorismo nazionale e internazionale e della criminalità organizzata internazionale.
Negli anni successivi ha svolto attività di controspionaggio e antiterrorismo all'estero, prevalentemente in Africa e Medio Oriente, portando aiuti italiani alla città assediata di Falluja, e venendo sequestrato dai jihadisti iracheni. Nel settembre 2004 è stato protagonista della cattura a Beirut di Ahmad Salim Miqati, terrorista noto per essere responsabile delle stragi nei McDonald's di Beirut e Jouneh, e in procinto di effettuare un attentato contro la locale ambasciata italiana. Passato all'AISE dopo la riforma dell'intelligence italiana del 2007 che ha soppresso il SISMI, nel 2010 è stato trasferito a Vienna, su mandato del Governo italiano, con l'incarico di capocentro.

### Il rapimento di Giuliana Sgrena
Giuliana Sgrena, giornalista, si trova a Baghdad, in Iraq, per realizzare una serie di reportage per il suo giornale Il Manifesto e viene rapita il 4 febbraio 2005 da un gruppo che si definisce “Organizzazione del jihad islamico”. La sua liberazione è stata invocata in più appelli video trasmessi dal Capo dello Stato Carlo Azeglio Ciampi, che le ha conferito nel 2003 il titolo di Cavaliere dell'Ordine al Merito della Repubblica Italiana per la sua attività di giornalista e scrittrice.
Marco Mancini, dirigente del Sismi, dopo la morte di Nicola Calipari e l'avvenuta liberazione di Giuliana Sgrena, riceve la disposizione di andare in Iraq, per riportare Giuliana Sgrena in Italia insieme al team dei servizi segreti italiani, che ha partecipato all'operazione di liberazione della giornalista.
(Estratto di un'intervista a Marco Mancini del quotidiano Il Foglio)
Dopo la sua liberazione Giuliana Sgrena viene immortalata in una celebre foto mentre scende dall’aereo all'aeroporto di Ciampino a Roma, il 5 marzo 2005, aiutata dal dirigente del Sismi Marco Mancini. Ciononostante quest'ultimo non ha partecipato all'operazione diretta da Calipari. Difatti in un'intervista di Giuliana Sgrena a Carlo Parolisi, all’epoca dirigente operativo e vice di Nicola Calipari, ora in congedo, viene accertato che: Marco Mancini non faceva parte della squadra dei servizi segreti italiana di Calipari e non si fa alcun cenno riguardo ad una partecipazione attiva di Mancini nell'operazione di liberazione di Giuliana Sgrena; i componenti della squadra che hanno partecipato all'operazione di liberazione di Giuliana Sgrena avevano l'ordine di non scendere dall'aereo e di affidare la giornalista al personale medico sul posto.
Parolisi: Per una sua iniziativa. L’ordine per tutti noi era di non scendere e affidarti al personale medico.»
(Estratto di un'intervista di Giuliana Sgrena a Carlo Parolisi per il quotidiano Il Manifesto)
Le suddette dichiarazioni, riguardo all'intervento di Marco Mancini, vengono confermate da quest'ultimo in un'intervista per il quotidiano Il Foglio. Dalle stesse dichiarazioni di Marco Mancini pare evidente che il suo intervento avviene ex post: l'avvenuto rilascio di Giuliana Sgrena da parte dei suoi rapitori; la morte di Nicola Calipari. Inoltre dalle dichiarazioni dello stesso Marco Mancini si accerta che quest'ultimo non fosse a conoscenza della presenza in Iraq di Nicola Calipari e di come si siano svolti i fatti prima del suo intervento.
Marco Mancini: Non so nulla di quello che è avvenuto, non so perché gli americani abbiano sparato. Conosco le ricostruzioni che sono state fatte successivamente. Io peraltro non ho fatto parte della Commissione che ha accertato i fatti. Ho solo avuto la disposizione di andare in Iraq dopo la liberazione di Sgrena, per riportarla in Italia insieme ai miei colleghi e per vedere il corpo di Nicola. È quello che ho fatto.»
(Estratto di un'intervista a Marco Mancini del quotidiano Il Foglio)
Nell'intervista de Il Foglio Marco Mancini rilascia anche delle dichiarazioni nei confronti del direttore de Il Manifesto del periodo in cui è avvenuto il rapimento di Giuliana Sgrena ovvero Gabriele Polo e della moglie di Calipari, l'on. Rosa Maria Villecco.
Marco Mancini: Ho agito in tribunale nei confronti di Polo. La moglie di Calipari ha riferito davanti a un giudice, dicendo testualmente: "mio marito diffidava di molti all’interno del dipartimento e si fidava di pochi e mi disse con tono sarcastico, con riferimento al rapimento del Mullah Abu Omar, che sospettava che qualcuno del dipartimento avesse giocato allo 007”.»
(Estratto di un'intervista a Marco Mancini del quotidiano Il Foglio)
Per uno strano errore degli americani nella trasmissione di un documento, si conoscono i nomi di tutti gli agenti coinvolti e quello del soldato americano che ha fatto fuoco sull’auto, Mario Lozano.

### Dirigente del DIS
Rientrato in Italia nel 2014, è stato assegnato al Dipartimento Informazioni per la Sicurezza, l'organo di coordinamento dell'intelligence nazionale, con compiti di vigilanza finanziaria sulle agenzie operative AISI e AISE.

## Procedimenti giudiziari
Nel corso della sua attività professionale, Mancini è stato coinvolto in due procedimenti giudiziari, entrambi conclusisi con la caduta delle accuse a suo carico: il caso Abu Omar e lo scandalo Telecom-Sismi.

### Il caso Abu Omar
Il 5 luglio 2006 Marco Mancini è stato arrestato con l'accusa di concorso in sequestro di persona riguardo al rapimento di Abu Omar, imam egiziano della moschea di viale Jenner a Milano. Dieci giorni dopo, è stato rimesso in libertà, venendo tuttavia iscritto nel registro degli indagati. Il 16 febbraio 2007 è stato rinviato a giudizio per concorso in sequestro di persona insieme con Nicolò Pollari (direttore del SISMI) e una decina di altri funzionari del SISMI. Per la stessa imputazione sono stati rinviati a giudizio con loro 26 agenti della CIA, tra cui Robert Seldon Lady, l'ex capocentro della CIA a Milano; e Jeff Castelli, responsabile del servizio segreto americano in Italia.
Il processo di primo grado si è aperto l'8 giugno 2007 a Milano, ed è stato il primo caso di procedimento aperto in Italia sulle cosiddette extraordinary rendition. Mancini è stato in un primo momento nel carcere di Pavia, per poi ottenere nel giugno 2007 gli arresti domiciliari. Il procedimento è iniziato con l'udienza del 22 ottobre 2008, presso la IV Sezione penale del Tribunale di Milano, giudice Oscar Magi. La requisitoria si è tenuta il 30 settembre 2009, e al termine della stessa il pubblico ministero Armando Spataro ha chiesto la condanna a 10 anni di reclusione per Mancini. Ha inoltre richiesto pene varianti dai 13 ai 10 anni per altri imputati, tra cui l'ex direttore del SISMI Nicolò Pollari e i 26 agenti della CIA coinvolti nel rapimento; e ha effettuato tre richieste di proscioglimento per tre funzionari minori del SISMI. La sentenza di primo grado è stata emessa il 4 novembre 2009, e ha statuito il non luogo a procedere per Mancini e Pollari in ragione del segreto di Stato; la condanna a 8 anni Robert Seldon Lady; a 3 anni dei funzionari del Sismi Pio Pompa e Luciano Seno; e mediamente a 5 anni gli altri 20 agenti CIA.
La sentenza d'appello del 15 dicembre 2010 ha confermato quella di primo grado, mantenendo il non luogo a procedere - causa segreto di Stato - per Mancini e Pollari, riducendo leggermente le pene per Pio Pompa e Luciano Seno (due anni e otto mesi di reclusione rispetto ai tre anni del primo grado), e inasprendo le pene relative ai 23 funzionari della CIA, con pene dai sette ai nove anni - per Robert Seldon Lady la pena è passata dagli otto anni del primo grado ai nove dell'appello. Il risarcimento è stato fissato interamente a carico dei 23 agenti della CIA ed è così suddiviso: 1000000 € per l'ex Imam Abu Omar e 500000 € per sua moglie Nabile Ghali.
Il 19 settembre 2012 la Corte di cassazione ha tuttavia annullato la sentenza pronunciata nei confronti di Pollari e Mancini, ritenendo che il segreto di Stato non coprisse tutti i loro comportamenti. Ha invece sancito la condanna definitiva per i 23 agenti americani CIA, nonché per Pio Pompa e Luciano Seno.
In seguito all'annullamento in Cassazione, Pollari e Mancini sono stati sottoposti a un nuovo processo d'appello, arrivato a sentenza il 13 febbraio 2013, al termine del quale la Corte ha condannato Pollari a 10 anni e Mancini a 9 anni di reclusione.
Parallelamente ai vari gradi di giudizio di cui sopra, la Corte costituzionale ha svolto un autonomo procedimento per valutare la validità del principio secondo cui i governi possono avvalersi del segreto di Stato a protezione della sicurezza nazionale. Tale principio, invocato a propria discolpa da Mancini e dai suoi co-imputati, è stato confermato a partire dal 2006 da tutti e quattro i governi succedutisi (Prodi II, Berlusconi IV, Monti e Letta). Il 14 gennaio 2014 la Corte costituzionale ha confermato tale principio, estendendolo ai documenti relativi al processo. Il mese successivo la Corte di Cassazione (Prima sezione penale), applicando la sentenza, ha annullato senza rinvio le condanne a Pollari, Mancini, e tre agenti dei servizi, in quanto «l'azione penale non poteva essere perseguita per l'esistenza del segreto di Stato». Tale verdetto ha chiuso la lunga contrapposizione tra i giudici della Procura di Milano, sostenuti dalla Cassazione, e la Presidenza del Consiglio, supportata dai giudici costituzionali.

### Procedimento "Telecom"
Nel dicembre 2006 Marco Mancini è stato arrestato per il suo presunto coinvolgimento nell'ambito dello scandalo Telecom-Sismi, l'inchiesta sulle intercettazioni illegali Telecom, con l'accusa di associazione a delinquere finalizzata alla corruzione e alla rivelazione del segreto d'ufficio. Secondo l'ipotesi di reato, Mancini avrebbe procurato illecitamente una notevole mole di "dati segreti" all'investigatore Emanuele Cipriani, con la complicità ulteriore di Giuliano Tavaroli, ex responsabile della sicurezza Telecom. Secondo l'ipotesi di reato contenuta nel documento di avviso di conclusione delle indagini depositato nel luglio 2008 dai PM Fabio Napoleone, Nicola Piacente e Stefano Civardi, Mancini avrebbe organizzato con Tavaroli e Cipriani, ex colleghi delle squadre antiterrorismo di Dalla Chiesa, "la raccolta sistematica di informazioni riservatissime in grado di assicurare fiducia nel gruppo Pirelli-Telecom e quindi stabilità al consorzio delittuoso che fondava sui cospicui fondi aziendali per la Security il perno della poliedrica e multiforme attività illecita", commettendo così i reati di cui sopra.
Durante gli interrogatori, Mancini si è difeso dando la propria versione dei fatti e chiamando a responsabilità i propri superiori. Il procedimento, nonostante la chiusura delle indagini già nel 2006, è stato rallentato dalla mole di documentazione raccolta.
La prima delle udienze preliminari si tiene il 31 marzo 2009 davanti al GUP dott.ssa Mariolina Panasiti. Centinaia, delle originali migliaia di parti lese, si costituiscono parte civile nel procedimento. Molti degli imputati trattano il patteggiamento con i PM. Marco Mancini, al contrario, all'udienza del 2 ottobre 2009 deposita una memoria in cui invoca il segreto di Stato sui rapporti tra il SISMI e Telecom Italia e riferisce di un suo incontro con un dirigente dell'AISE ed ex appartenenti del SISMI, nel quale gli è stata motivata la pendenza del procedimento per mantenerlo fuori dal servizio; sostenendo che sarebbe stato deciso nelle alte sfere "di non trasmettere all'autorità giudiziaria e ai difensori elementi decisivi che lo avrebbero ulteriormente e definitivamente scagionato".
Nel maggio 2010 il GUP Panasiti ha sollevato Mancini da tutte le accuse, in gran parte per non aver commesso il fatto, e residualmente per improcedibilità a causa dell'opposizione del segreto di Stato. Il proscioglimento è stato confermato nel 2013 anche dalla Corte di Cassazione.